# Couvin
Couvin és una ciutat de Bèlgica, a la Província de Namur, que forma part de la regió valona regada pel riu Eau Noire. L'1 de gener del 2024 tenia 13.904 habitants. Limita al nord amb Cerfontaine i Philippeville, a l'est amb Viroinval, a l'oest amb Chimay i al nord-oest amb Froidchapelle.

## Història
Couvin era una de les 23 Bones Viles del principat de Lieja, adquirit al segle xi pel príncep-bisbe Otbert. El 1814, després del Tractat de Fontainebleau (1814) va romandre francesa. El 1815, després de la desfeta de Napoleó a Waterloo, el Tractat de París (1815) va afegir la ciutat al Regne Unit dels Països Baixos, ensems amb els municipis de Mariembourg, Fagnolle, Bouillon i Philippeville. El 1830 es va integrar a Bèlgica.

## Agermanaments
- Montbard